# Пашково (Волоколамский район)
Пашково — деревня в Волоколамском районе Московской области России. Входит в состав сельского поселения Кашинское. Население — 294 чел. (2010).

## География
Деревня Пашково расположена на северо-западе Московской области, в северной части Волоколамского района, неподалёку от автодороги Р107 Клин — Лотошино, примерно в 6 км к северу от города Волоколамска. В деревне 4 улицы — Закатная, Раздольная, Речная и Снежная, зарегистрировано 5 садовых товариществ. Соседние населённые пункты — деревни Давыдово, Ботово и Софьино.

## Население
| 1852 | 1859 | 1926 | 2002 | 2006 | 2010 |
| ---- | ---- | ---- | ---- | ---- | ---- |
| 251  | ↗283 | ↗341 | ↘5   | ↘4   | ↗294 |

## История
В «Списке населённых мест» 1862 года Пашково — владельческая деревня 2-го стана Волоколамского уезда Московской губернии по левую сторону Клинского тракта (из Волоколамска), в 8 верстах от уездного города, при колодце, с 38 дворами и 283 жителями (136 мужчин, 147 женщин).
По данным 1890 года входила в состав Буйгородской волости Волоколамского уезда, число душ мужского пола составляло 143 человека.
В 1913 году — 57 дворов.
По материалам Всесоюзной переписи 1926 года — центр Пашковского сельсовета Буйгородской волости Волоколамского уезда, проживал 341 житель (156 мужчин, 185 женщин), насчитывалось 63 крестьянских хозяйства, имелась школа.
С 1929 года — населённый пункт в составе Волоколамского района Московского округа Московской области. Постановлением ЦИК и СНК от 23 июля 1930 года округа как административно-территориальные единицы были ликвидированы.
В 1930 году Пашковский сельсовет был упразднён, все его селения переданы Ботовскому сельсовету.
1930—1954 гг. — деревня Ботовского сельсовета Волоколамского района.
1954—1963 гг. — деревня Поповкинского сельсовета Волоколамского района.
1963—1965 гг. — деревня Поповкинского сельсовета Волоколамского укрупнённого сельского района.
1965—1972 гг. — деревня Поповкинского сельсовета Волоколамского района.
1972—1994 гг. — деревня Стеблевского сельсовета Волоколамского района (Поповкинский сельсовет переименован в Стеблевский).
В 1994 году Московской областной думой было утверждено положение о местном самоуправлении в Московской области, сельские советы как административно-территориальные единицы были преобразованы в сельские округа.
1994—2006 гг. — деревня Стеблевского сельского округа Волоколамского района.
С 2006 года — деревня сельского поселения Кашинское Волоколамского муниципального района Московской области.